# Список чемпіонів Шотландії з футболу

## Чемпіони, призери та найкращі бомбардири

### Шотландська ліга(1890-1893)
| Рік       | Чемпіон              | 2-е місце | 3-є місце         | Найкращий бомбардир                                                |
| --------- | -------------------- | --------- | ----------------- | ------------------------------------------------------------------ |
| 1890-1891 | Дамбартон, Рейнджерс | —         | Селтік            | Джек Белл (Дамбартон), 20 голів                                    |
| 1891-1892 | Дамбартон            | Селтік    | Гарт оф Мідлотіан | Джек Белл (Дамбартон), 23 гола                                     |
| 1892-1893 | Селтік               | Рейнджерс | Сент-Міррен       | Сенді Макмахон (Селтік), 11 голів Джон Кемпбелл (Селтік), 11 голів |

### Перший дивізіоншотландської ліги(1893-1975)
| Рік       | Чемпіон                 | 2-е місце               | 3-є місце               | Найкращий бомбардир                                                                     |
| --------- | ----------------------- | ----------------------- | ----------------------- | --------------------------------------------------------------------------------------- |
| 1893-1894 | Селтік                  | Гарт оф Мідлотіан       | Сент-Бернардс           | Сенді Макмахон (Селтік), 16 голів                                                       |
| 1894-1895 | Гарт оф Мідлотіан       | Селтік                  | Рейнджерс               | Джеймс Міллер (Клайд), 12 голів                                                         |
| 1895-1896 | Селтік                  | Рейнджерс               | Гіберніан               | Алан Мартін (Селтік), 19 голів                                                          |
| 1896-1897 | Гарт оф Мідлотіан       | Гіберніан               | Рейнджерс               | Віллі Тейлор (Гарт оф Мідлотіан), 12 голів                                              |
| 1897-1898 | Селтік                  | Рейнджерс               | Гіберніан               | Роберт Гамільтон (Рейнджерс), 18 голів                                                  |
| 1898-1899 | Рейнджерс               | Гарт оф Мідлотіан       | Селтік                  | Роберт Гамільтон (Рейнджерс), 25 голів                                                  |
| 1899-1900 | Рейнджерс               | Селтік                  | Гіберніан               | Роберт Гамільтон (Рейнджерс), 15 голів Вільям Майкл (Гарт оф Мідлотіан), 15 голів       |
| 1900-1901 | Рейнджерс               | Селтік                  | Гіберніан               | Роберт Гамільтон (Рейнджерс), 20 голів                                                  |
| 1901-1902 | Рейнджерс               | Селтік                  | Гарт оф Мідлотіан       | Вільям Максвелл (Терд Ланарк), 10 голів                                                 |
| 1902-1903 | Гіберніан               | Данді                   | Рейнджерс               | Дейвід Рейд (Гіберніан), 14 голів                                                       |
| 1903-1904 | Терд Ланарк             | Гарт оф Мідлотіан       | Рейнджерс               | Роберт Гамільтон (Рейнджерс), 28 голів                                                  |
| 1904-1905 | Селтік                  | Рейнджерс               | Терд Ланарк             | Роберт Гамільтон (Рейнджерс), 19 голів Джиммі Квінн (Селтік), 19 голів                  |
| 1905-1906 | Селтік                  | Гарт оф Мідлотіан       | Ейрдріоніанс            | Джиммі Квінн (Селтік), 20 голів                                                         |
| 1906-1907 | Селтік                  | Данді                   | Рейнджерс               | Джиммі Квінн (Селтік), 27 голів                                                         |
| 1907-1908 | Селтік                  | Фалкірк                 | Рейнджерс               | Джок Сімпсон (Фолкерк), 32 гола                                                         |
| 1908-1909 | Селтік                  | Данді                   | Клайд                   | Джон Хантер (Данді), 29 голів                                                           |
| 1909-1910 | Селтік                  | Фалкірк                 | Рейнджерс               | Джиммі Квінн (Селтік), 24 гола Джок Сімпсон (Фолкерк), 24 гола                          |
| 1910-1911 | Рейнджерс               | Абердин                 | Фалкірк                 | Вільям Рейд (Рейнджерс), 38 голів                                                       |
| 1911-1912 | Рейнджерс               | Селтік                  | Клайд                   | Вільям Рейд (Рейнджерс), 33 гола                                                        |
| 1912-1913 | Рейнджерс               | Селтік                  | Гарт оф Мідлотіан       | Джеймс Рейд (Ейрдріоніанс), 30 голів                                                    |
| 1913-1914 | Селтік                  | Рейнджерс               | Гарт оф Мідлотіан       | Джеймс Рейд (Ейрдріоніанс), 27 голів                                                    |
| 1914-1915 | Селтік                  | Гарт оф Мідлотіан       | Рейнджерс               | Том Грейсі (Гарт оф Мідлотіан), 29 голів Джеймс Річардсон (Ейр Юнайтед), 29 голів       |
| 1915-1916 | Селтік                  | Рейнджерс               | Грінок Мортон           | Джеймс Макколл (Селтік), 34 голи                                                        |
| 1916-1917 | Селтік                  | Грінок Мортон           | Рейнджерс               | Берт Ярнелл (Ейрдріоніанс), 39 голів                                                    |
| 1917-1918 | Рейнджерс               | Селтік                  | Кілмарнок               | Х'юї Фергюсон (Мотервелл), 35 голів                                                     |
| 1918-1919 | Селтік                  | Рейнджерс               | Грінок Мортон           | Девід Маклін (Рейнджерс), 29 голів                                                      |
| 1919-1920 | Рейнджерс               | Селтік                  | Мотервелл               | Х'юї Фергюсон (Мотервелл), 33 гола                                                      |
| 1920-1921 | Рейнджерс               | Селтік                  | Гарт оф Мідлотіан       | Х'юї Фергюсон (Мотервелл), 43 гола                                                      |
| 1921-1922 | Селтік                  | Рейнджерс               | Рейт Роверз             | Данкан Вокер (Сент-Міррен), 45 голів                                                    |
| 1922-1923 | Рейнджерс               | Ейрдріоніанс            | Селтік                  | Джок Вайт (Гарт оф Мідлотіан), 30 голів                                                 |
| 1923-1924 | Рейнджерс               | Ейрдріоніанс            | Селтік                  | Девід Голлідей (Данді), 38 голів                                                        |
| 1924-1925 | Рейнджерс               | Ейрдріоніанс            | Гіберніан               | Вільям Девлін (Ковденбіт), 33 гола                                                      |
| 1925-1926 | Селтік                  | Ейрдріоніанс            | Гарт оф Мідлотіан       | Вільям Девлін (Ковденбіт), 40 голів                                                     |
| 1926-1927 | Рейнджерс               | Мотервелл               | Селтік                  | Джиммі Макгрорі (Селтік), 49 голів                                                      |
| 1927-1928 | Рейнджерс               | Селтік                  | Мотервелл               | Джиммі Макгрорі (Селтік), 47 голів                                                      |
| 1928-1929 | Рейнджерс               | Селтік                  | Мотервелл               | Евелін Моррісон (Фолкерк), 39 голів                                                     |
| 1929-1930 | Рейнджерс               | Мотервелл               | Абердин                 | Бенні Йорстон (Абердин), 38 голів                                                       |
| 1930-1931 | Рейнджерс               | Селтік                  | Мотервелл               | Барні Баттлес (Гарт оф Мідлотіан), 44 гола                                              |
| 1931-1932 | Мотервелл               | Рейнджерс               | Селтік                  | Вільям Макфедьен (Мотервелл), 52 гола                                                   |
| 1932-1933 | Рейнджерс               | Мотервелл               | Гарт оф Мідлотіан       | Вільям Макфедьен (Мотервелл), 45 голів                                                  |
| 1933-1934 | Рейнджерс               | Мотервелл               | Селтік                  | Джеймс Сміт (Рейнджерс), 40 голів                                                       |
| 1934-1935 | Рейнджерс               | Селтік                  | Гарт оф Мідлотіан       | Джеймс Сміт (Рейнджерс), 36 голів                                                       |
| 1935-1936 | Селтік                  | Рейнджерс               | Абердин                 | Джиммі Макгрорі (Селтік), 50 голів                                                      |
| 1936-1937 | Рейнджерс               | Абердин                 | Селтік                  | Девід Вілсон (Гамільтон Академікал), 34 гола                                            |
| 1937-1938 | Селтік                  | Гарт оф Мідлотіан       | Рейнджерс               | Енді Блек (Гарт оф Мідлотіан), 40 голів                                                 |
| 1938-1939 | Рейнджерс               | Селтік                  | Абердин                 | Алекс Вентерс (Рейнджерс), 35 голів                                                     |
| 1939-1946 | Чемпіонат не проводився | Чемпіонат не проводився | Чемпіонат не проводився | Чемпіонат не проводився                                                                 |
| 1946-1947 | Рейнджерс               | Гіберніан               | Абердин                 | Боббі Мітчел (Терд Ланарк), 22 гола                                                     |
| 1947-1948 | Гіберніан               | Рейнджерс               | Партік Тісл             | Арчібальд Ейкман (Фолкерк), 20 голів                                                    |
| 1948-1949 | Рейнджерс               | Данді                   | Гіберніан               | Алекс Стотт (Данді), 30 голів                                                           |
| 1949-1950 | Рейнджерс               | Гіберніан               | Гарт оф Мідлотіан       | Віллі Болд (Гарт оф Мідлотіан), 30 голів                                                |
| 1950-1951 | Гіберніан               | Рейнджерс               | Данді                   | Лоурі Райлі (Гіберніан), 22 гола                                                        |
| 1951-1952 | Гіберніан               | Рейнджерс               | Іст Файф                | Лоурі Райлі (Гіберніан), 27 голів                                                       |
| 1952-1953 | Рейнджерс               | Гіберніан               | Іст Файф                | Лоурі Райлі (Гіберніан), 30 голів Чарльз Флемінг (Іст Файф), 30 голів                   |
| 1953-1954 | Селтік                  | Гарт оф Мідлотіан       | Партік Тісл             | Джиммі Вордго (Гарт оф Мідлотіан), 27 голів                                             |
| 1954-1955 | Абердин                 | Селтік                  | Рейнджерс               | Віллі Болд (Гарт оф Мідлотіан), 21 гол                                                  |
| 1955-1956 | Рейнджерс               | Абердин                 | Гарт оф Мідлотіан       | Джиммі Вордго (Гарт оф Мідлотіан), 28 голів                                             |
| 1956-1957 | Рейнджерс               | Гарт оф Мідлотіан       | Кілмарнок               | Г'ю Берд (Ейрдріоніанс), 33 гола                                                        |
| 1957-1958 | Гарт оф Мідлотіан       | Рейнджерс               | Селтік                  | Джиммі Вордго (Гарт оф Мідлотіан), 28 голів Джиммі Мюррей (Гарт оф Мідлотіан), 28 голів |
| 1958-1959 | Рейнджерс               | Гарт оф Мідлотіан       | Мотервелл               | Джо Бейкер (Гіберніан), 25 голів                                                        |
| 1959-1960 | Гарт оф Мідлотіан       | Кілмарнок               | Рейнджерс               | Джо Бейкер (Гіберніан), 42 гола                                                         |
| 1960-1961 | Рейнджерс               | Кілмарнок               | Терд Ланарк             | Алекс Гарлі (Терд Ланарк), 42 гола                                                      |
| 1961-1962 | Данді                   | Рейнджерс               | Селтік                  | Алан Гілзін (Данді), 24 гола                                                            |
| 1962-1963 | Рейнджерс               | Кілмарнок               | Партік Тісл             | Джиммі Міллар (Рейнджерс), 27 голів                                                     |
| 1963-1964 | Рейнджерс               | Кілмарнок               | Селтік                  | Алан Гілзін (Данді), 32 гола                                                            |
| 1964-1965 | Кілмарнок               | Гарт оф Мідлотіан       | Данфермлін Атлетік      | Джим Форрест (Рейнджерс), 30 голів                                                      |
| 1965-1966 | Селтік                  | Рейнджерс               | Кілмарнок               | Джо Макбрайд (Селтік), 31 гол Алекс Фергюсон (Данфермлін Атлетік), 31 гол               |
| 1966-1967 | Селтік                  | Рейнджерс               | Клайд                   | Стіві Чалмерс (Селтік), 21 гол                                                          |
| 1967-1968 | Селтік                  | Рейнджерс               | Гіберніан               | Боббі Леннокс (Селтік), 32 гола                                                         |
| 1968-1969 | Селтік                  | Рейнджерс               | Данфермлін Атлетік      | Кенні Кемерон (Данді Юнайтед), 26 голів                                                 |
| 1969-1970 | Селтік                  | Рейнджерс               | Гіберніан               | Колін Стейн (Рейнджерс), 24 гола                                                        |
| 1970-1971 | Селтік                  | Абердин                 | Сент-Джонстон           | Геррі Гуд (Селтік), 22 гола                                                             |
| 1971-1972 | Селтік                  | Абердин                 | Рейнджерс               | Джо Гарпер (Абердин), 33 гола                                                           |
| 1972-1973 | Селтік                  | Рейнджерс               | Гіберніан               | Алан Гордон (Гіберніан), 27 голів                                                       |
| 1973-1974 | Селтік                  | Гіберніан               | Рейнджерс               | Джон Дінс (Селтік), 26 голів                                                            |
| 1974-1975 | Рейнджерс               | Гіберніан               | Селтік                  | Віллі Петтігрю (Мотервелл), 20 голів Енді Грей (Данді Юнайтед), 20 голів                |

### Прем'єр-дивізіоншотландської ліги(1975-1998)
| Рік       | Чемпіон       | 2-е місце         | 3-є місце         | Найкращий бомбардир                                             |
| --------- | ------------- | ----------------- | ----------------- | --------------------------------------------------------------- |
| 1975-1976 | Рейнджерс     | Селтік            | Гіберніан         | Кенні Далгліш (Селтік), 24 гола                                 |
| 1976-1977 | Селтік        | Рейнджерс         | Абердин           | Віллі Петтігрю (Мотервелл), 21 гол                              |
| 1977-1978 | Рейнджерс     | Абердин           | Данді Юнайтед     | Дерек Джонстон (Рейнджерс), 25 голів                            |
| 1978-1979 | Селтік        | Рейнджерс         | Данді Юнайтед     | Енді Річі (Грінок Мортон), 22 гола                              |
| 1979-1980 | Абердин       | Селтік            | Сент-Міррен       | Дуг Сомнер (Сент-Міррен), 25 голів                              |
| 1980-1981 | Селтік        | Абердин           | Рейнджерс         | Френк Макгарві (Селтік), 23 гола                                |
| 1981-1982 | Селтік        | Абердин           | Рейнджерс         | Джордж Маккласкі (Селтік), 21 гол                               |
| 1982-1983 | Данді Юнайтед | Селтік            | Абердин           | Чарлі Ніколас (Селтік), 29 голів                                |
| 1983-1984 | Абердин       | Селтік            | Данді Юнайтед     | Браян Макклер (Селтік), 23 гола                                 |
| 1984-1985 | Абердин       | Селтік            | Данді Юнайтед     | Френк Макдугалл (Абердин), 23 гола                              |
| 1985-1986 | Селтік        | Гарт оф Мідлотіан | Данді Юнайтед     | Аллі Маккойст (Рейнджерс), 24 гола                              |
| 1986-1987 | Рейнджерс     | Селтік            | Данді Юнайтед     | Браян Макклер (Селтік), 35 голів                                |
| 1987-1988 | Селтік        | Гарт оф Мідлотіан | Рейнджерс         | Томмі Койн (Данді), 33 гола                                     |
| 1988-1989 | Рейнджерс     | Абердин           | Селтік            | Марк Макгі (Селтік), 16 голів Чарлі Ніколас (Абердин), 16 голів |
| 1989-1990 | Рейнджерс     | Абердин           | Гарт оф Мідлотіан | Джон Робертсон (Гарт оф Мідлотіан), 17 голів                    |
| 1990-1991 | Рейнджерс     | Абердин           | Селтік            | Томмі Койн (Селтік), 18 голів                                   |
| 1991-1992 | Рейнджерс     | Гарт оф Мідлотіан | Селтік            | Аллі Маккойст (Рейнджерс), 34 гола                              |
| 1992-1993 | Рейнджерс     | Абердин           | Селтік            | Аллі Маккойст (Рейнджерс), 34 гола                              |
| 1993-1994 | Рейнджерс     | Абердин           | Мотервелл         | Марк Гейтлі (Рейнджерс), 22 гола                                |
| 1994-1995 | Рейнджерс     | Мотервелл         | Гіберніан         | Томмі Койн (Мотервелл), 16 голів                                |
| 1995-1996 | Рейнджерс     | Селтік            | Абердин           | П'єр ван Гойдонк (Селтік), 26 голів                             |
| 1996-1997 | Рейнджерс     | Селтік            | Данді Юнайтед     | Жорже Кадете (Селтік), 25 голів                                 |
| 1997-1998 | Селтік        | Рейнджерс         | Гарт оф Мідлотіан | Марко Негрі (Рейнджерс), 32 гола                                |

### Шотландська Прем'єр-ліга(1998-2013)
| Рік       | Чемпіон   | 2-е місце         | 3-є місце         | Найкращий бомбардир                 |
| --------- | --------- | ----------------- | ----------------- | ----------------------------------- |
| 1998-1999 | Рейнджерс | Селтік            | Сент-Джонстон     | Генрік Ларссон (Селтік), 29 голів   |
| 1999-2000 | Рейнджерс | Селтік            | Гарт оф Мідлотіан | Марк Відука (Селтік), 25 голів      |
| 2000-2001 | Селтік    | Рейнджерс         | Гіберніан         | Генрік Ларссон (Селтік), 35 голів   |
| 2001-2002 | Селтік    | Рейнджерс         | Лівінгстон        | Генрік Ларссон (Селтік), 29 голів   |
| 2002-2003 | Рейнджерс | Селтік            | Гарт оф Мідлотіан | Генрік Ларссон (Селтік), 28 голів   |
| 2003-2004 | Селтік    | Рейнджерс         | Гарт оф Мідлотіан | Генрік Ларссон (Селтік), 30 голів   |
| 2004-2005 | Рейнджерс | Селтік            | Гіберніан         | Джон Гартсон (Селтік), 23 гола      |
| 2005-2006 | Селтік    | Гарт оф Мідлотіан | Рейнджерс         | Кріс Бойд (Рейнджерс), 32 гола      |
| 2006-2007 | Селтік    | Рейнджерс         | Абердин           | Кріс Бойд (Рейнджерс), 20 голів     |
| 2007-2008 | Селтік    | Рейнджерс         | Мотервелл         | Скотт МакДональд (Селтік), 25 голів |
| 2008-2009 | Рейнджерс | Селтік            | Гарт оф Мідлотіан | Кріс Бойд (Рейнджерс), 27 голів     |
| 2009-2010 | Рейнджерс | Селтік            | Данді Юнайтед     | Кріс Бойд (Рейнджерс), 23 гола      |
| 2010-2011 | Рейнджерс | Селтік            | Гарт оф Мідлотіан | Кенні Міллер (Рейнджерс), 21 гол    |
| 2011-2012 | Селтік    | Рейнджерс         | Мотервелл         | Гері Гупер (Селтік), 24 гола        |
| 2012-2013 | Селтік    | Мотервелл         | Сент-Джонстон     | Майкл Гігдон (Мотервелл), 26 голів  |

### Прем'єршип(2013-донині)
| Рік       | Чемпіон   | 2-е місце | 3-є місце                 | Найкращий бомбардир                                                         |
| --------- | --------- | --------- | ------------------------- | --------------------------------------------------------------------------- |
| 2013—2014 | Селтік    | Мотервелл | Абердин                   | Кріс Коммонс (Селтік), 27 голів                                             |
| 2014—2015 | Селтік    | Абердин   | Інвернесс Каледоніан Тісл | Адам Руні (Абердин), 18 голів                                               |
| 2015—2016 | Селтік    | Абердин   | Гарт оф Мідлотіан         | Лі Гриффітс (Селтік), 31 гол                                                |
| 2016—2017 | Селтік    | Абердин   | Рейнджерс                 | Лаям Бойс (Росс Каунті), 23 голи                                            |
| 2017—2018 | Селтік    | Абердин   | Рейнджерс                 | Кріс Бойд (Кілмарнок), 18 голів                                             |
| 2018—2019 | Селтік    | Рейнджерс | Кілмарнок                 | Альфредо Морелос (Рейнджерс), 18 голів                                      |
| 2019—2020 | Селтік    | Рейнджерс | Мотервелл                 | Одсонн Едуар (Селтік), 22 голи                                              |
| 2020—2021 | Рейнджерс | Селтік    | Гіберніан                 | Одсонн Едуар (Селтік), 18 голів                                             |
| 2021—2022 | Селтік    | Рейнджерс | Гарт оф Мідлотіан         | Ріган Чарльз-Кук (Росс Каунті), 13 голів Йоргос Якумакіс (Селтік), 13 голів |
| 2022—2023 | Селтік    | Рейнджерс | Абердин                   | Фурухасі Кьоґо (Селтік), 27 голів                                           |
| 2023—2024 | Селтік    | Рейнджерс | Гарт оф Мідлотіан         | Лоуренс Шенкленд (Гартс), 24 голи                                           |
| 2024—2025 | Селтік    | Рейнджерс | Гіберніан                 | Сіріл Дессерс (Рейнджерс), 18 голів                                         |